# 千金逼我嫁！
《千金逼我嫁！》是日本WillPlus公司的旗下品牌ensemble在2011年1月28日發售的戀愛冒險類型成人遊戲。正體中文版由臺灣的未來數位代理發售。2011年8月12日（Comic Market 80）開始提供下載Fan disc千金逼我嫁！ ～玲央奈After～（黙って私のムコになれ！ ～玲央奈アフター～），2013年4月26日發售合集中也有收錄。

## 故事
就讀私立星嵐學園的八坂直樹，在開學第2天和妹妹上學的路途中目擊到大小姐被數人押到車內，直樹想解救但是卻失敗，這時一名管家出現並且將對方擊退。事後大小姐邀直樹到她家作客來報答但直樹婉拒並很快離開。隔天上學時在校門發現那位大小姐龍堂寺凛和他的未婚妻白川玲央奈正在吵架，正當直樹想離開時被兩人發現，這時凛突然親吻直樹並宣示直樹是她的丈夫。正當雙方爭論時兩人同意由全校投票來決定誰是直樹的妻子。

## 角色

### 主要角色
八坂直樹
本作的男主角，2年C組的學生，天文社的社長。
白川玲央奈（聲：小倉結衣）
2年A組的學生，星人會的會長。直樹的青梅竹馬和未婚妻。
龍堂寺凜（聲：北都南）
2年C組的學生，龍堂寺家的大小姐。
崇城遙（聲：有栖川みや美）
2年C組的學生，星人會的副會長。
真壁依子（聲：七原ことみ）
2年A組的學生，天文社的社員。
桐村佑里惠（聲：柚木要）
3年D組的學生，星人會的書記，玲央奈的表姊。
桂木小鳥（聲：姫川あいり）
1年B組的學生，天文社的社員。

### 其他角色
八坂軟子（聲：遠見はるか）
1年B組的學生。
桂木清人（聲：堀川忍）
天文社的前任社長，小鳥的哥哥。自稱天文社的名譽社長。
情書少女（聲：雪都さお梨）
暗戀直樹想將情書交給他但都一直失敗的可憐少女。
遠藤康平（聲：葵海人）
2年C組的學生，足球社的社員。
雉村篤史（聲：八神大輔）
2年C組的學生，演劇部的社員。
戌井優一（聲：宮沢ゆあな）
2年C組的學生，美術部的社員。
黑岩進（聲：山本兼平）
龍堂寺家的管家。
山之邊蓉子（聲：中井戶由希菜）
2年C組的班級老師。
白川大作（聲：多富滿）
學園理事長，玲央奈的祖父。

## 工作人員
- 企劃：[6]
- 原畫：武藤此史、
- 副原畫：、igul
- 劇本：、歌鳥（日语：歌鳥）
- 音樂：
- 背景：
- 影片：

## 主題歌
OP
作詞：kimotto　作曲：　編曲：da2　歌：片霧烈火
ED「DREAM」
作詞：kimotto　作曲：　歌：片霧烈火

## 相關商品
發行：ensemble　發售日：2011年9月30日（C80先行發售）

## 外部連結
- 官方網站（页面存档备份，存于）（日語）
- 中文版官方網站（页面存档备份，存于）（繁體中文）